# Johannes Franciscus Reith
Johannes Franciscus Gerardus (Jan) Reith (Maarsseveen (Maarssen), 5 juni 1902 – Doorwerth, 25 oktober 1990) was een Nederlandse farmaceut. Hij was de eerste hoogleraar in de chemische levensmiddelenleer en de toxicologie aan de Universiteit Utrecht.

## Opleiding
Na de lagere school in Utrecht ging Jan Reith naar de Sint Bonifatius Muloschool aan de Kromme Nieuwegracht Utrecht. In 1916 stapte hij tussentijds over naar de derde klas HBS van het Ignatius College van de Paters Jezuïeten in Amsterdam waar hij in 1919 het eindexamen behaalde.
In mei 1922 legde Jan Reith aan de Universiteit Utrecht het kandidaatsexamen in de Chemie met botanie en mineralogie als bijvakken af. Hij zwaaide vervolgens in overleg met Prof. Schoorl en Prof. De Graaff om naar de studie farmacie met colleges in het Farmaceutisch Laboratorium, Catharijnesingel 60, Utrecht. Het doctoraalexamen farmacie met bijvak scheikunde legde hij af in juni 1925 en zijn apothekersexamen 2e deel in januari 1927.

## Loopbaan
Tijdens zijn studie farmacie was Jan Reith met onderbrekingen parttime werkzaam als leraar bij “Ons Middelbaar Onderwijs in Noord-Brabant” (OMO) gedurende de jaren 1922 – 1926.
Direct na zijn afstuderen raadde Prof. Schoorl hem aan te solliciteren naar een baan als scheikundige bij de Chemisch-Hydrologische Strumacommissie om micro-jodium-bepalingen uit te voeren omdat dit hem een goede entree zou geven voor een wetenschappelijke loopbaan. Jan Reith werd aangenomen en voerde deze werkzaamheden uit in het Centraal Laboratorium voor de Volksgezondheid, Sterrenbos 1, Utrecht. Hij ontwikkelde in navolging van Von Fellenberg en anderen methoden voor het bepalen van sporen jodium in drinkwater, levensmiddelen en bodemmonsters. De resultaten leverden een verklaring op voor het optreden van krop in Nederland en leverden hem de mogelijkheid tot het schrijven van een serie publicaties en een promotie aan de Universiteit Utrecht in juli 1929 met als titel: De micro-jodiumbepaling in natuurlijke grondstoffen. Promotor was Prof. Schoorl.
Na beëindiging van zijn dienstverband met de Strumacommissie werd hij aansluitend per november 1931 benoemd tot “scheikundige bij de Chemisch-Farmaceutische Afdeling” van het Centraal Laboratorium voor de Volksgezondheid tot 1 januari 1934. Na een reorganisatie werd de naamgeving van dit Centrale Laboratorium veranderd in Rijks Instituut voor de Volksgezondheid (RIV). Jan Reith werd begin 1934 aangesteld als hoofd van de Chemisch-Farmaceutische Afdeling van het RIV. Daarnaast werkte hij met ingang van 1 januari 1934 gedurende een half jaar bij de Farmaceutische Groothandel Schmalz-Werlich in drogerijen en chemicaliën in Amsterdam.
Vanaf januari 1943 was Jan Reith Gewoon Hoogleraar in de “Toegepaste analyse, de toxicologie en de chemische levensmiddelenleer” bij de Faculteit Wis- en Natuurkunde van de Universiteit Utrecht. Met ingang van juli 1946 begon hij zijn werkzaamheden bij de Universiteit Utrecht als Buitengewoon Hoogleraar in de “Chemische levensmiddelenleer en de toxicologie” met als hoofdfunctie “het analytisch-chemisch onderzoek in het Centraal Instituut voor Voedings Onderzoek (CIVO)”, een sterk groeiend onderdeel van de Nederlandse Organisatie voor Toegepast Natuurwetenschappelijk Onderzoek (TNO) en tijdelijk gevestigd op Catharijnesingel 58 en 61 in Utrecht.
Medio 1948 begon Jan Reith zijn werkzaamheden als hoogleraar in de Analytische Scheikunde aan de Technische Hogeschool in Bandung (Nederlands-Indië). Na de soevereiniteitsoverdracht op 27 december 1949 keerde hij met zijn gezin in 1951 terug naar Nederland waar hij zijn werk als Buitengewoon Hoogleraar in de levensmiddelenleer en de toxicologie aan de Universiteit Utrecht hervatte.
Per september 1951 werd Jan Reith benoemd tot Secretaris van de Adviescommissie ex artikel 18 van de Warenwet met als vestigingsadres Maliesingel 46 b in Utrecht. Zijn werkzaamheden als secretaris dijden snel aanzienlijk uit. Door zijn lidmaatschap in 1952 als hoofd van de commissie van de “International Union of Pure and Applied Chemistry (IUPAC)” met als opdracht “het opstellen van analysemethoden voor sporenelementen in levensmiddelen” en het lidmaatschap van de “Expert Committee on Food Additives” van de FAO/WHO (Food and Agriculture Organization/World Health Organization) verwierf hij naast internationale bekendheid een sleutelpositie op het gebied van de (wetgeving van) levensmiddelen in Nederland. In 1960 beëindigde hij zij werkzaamheden voor de Adviescommissie Warenwet.
In 1969 nodigde de curator Des Tombes van de Universiteit Utrecht drie personen op voedingsgebied uit voor overleg: Prof. van Gils, Prof. Van Eekelen en Prof. Jan Reith. Des Tombes wilde de Universiteit Utrecht betrekken in onderwijs ten gunste van de voedingsproblemen in ontwikkelingslanden. Jan Reith kwam met een uitgewerkt plan voor een cursus van een half jaar voor mensen in sleutelposities in ontwikkelingslanden met als onderwerpen de levensmiddelenchemie en -bacteriologie, voedingsleer en sociale benaderingen. Dit plan werd door Utrecht goedgekeurd en kreeg verder gestalte in een samenwerkingsverband tussen Landbouwhogeschool Wageningen, Universiteit Gent, Universiteit Leuven en de Universiteit Utrecht onder de paraplu van de NUFFIC met als cursustitel “International Course in Food Science and Nutrition (ICFSN)”. Vanaf 1970 werden in drie opeenvolgende jaren vier cursussen gegeven voor deelnemers uit Afrika, Azië en Zuid-Amerika. In 1980 werkten deze vier universiteiten nog steeds op de oorspronkelijke formule, echter aangepast aan nieuwe behoeften. Na beëindiging van zijn hoogleraarschap in 1971 werd hij benoemd tot Honorary Member van de ICFSN.
Op 1 september 1971 werd Robert Maes, professor te Leuven, als opvolger van Jan Reith aangesteld. Robert Maes was de eerste Gewoon Hoogleraar in de toxicologie in Nederland en de jongste prof bij de Universiteit Utrecht.

## Adviseurschappen
Na beëindiging van zijn werkzaamheden voor de Adviescommissie Warenwet vervulde Jan Reith de volgende adviseurschappen:
- Firma Zwanenberg, vleeswarenindustrie in Oss;
- De Vereniging van Cacaofabrikanten Amsterdam;
- Van Der Grinten Venlo;
- Vaesen-Schoemaker Deventer.

Toen hij met emeritaat ging in 1971 beëindigde hij deze adviseurschappen.

## Onderscheidingen
- 1954: Erelidmaatschap van de Spaanse vereniging van voedingsdeskundigen.
- 1960: Joseph König Gedenkmünze van de Gesellschaft Deutscher Chemiker die eens per twee jaar wordt verleend. Hij was de eerste buitenlander die werd uitverkoren.
- 1961: Officier in de Orde van Oranje-Nassau.
- 1971: Erelid van de ICFSN (International Course in Food Science and Nutrition).